# Ninjala
Ninjala es un videojuego de acción multijugador P2W desarrollado por SOLEIL y publicado por GungHo Online Entertainment. Presentado en el E3 2018, se lanzó el 24 de junio de 2020 para Nintendo Switch.
El juego recibió críticas tibias, y muchos elogiaron el modo multijugador, la jugabilidad y el estilo artístico, pero criticaron el modo historia. El juego fue ampliamente comparado con Splatoon debido a su estilo y jugabilidad.

## Jugabilidad
Ninjala se centra en un torneo homónimo que lleva a cabo la Asociación Mundial de Ninja (WNA), que desarrolló chicle que podría usarse para permitir que las personas con el ADN de un ninja realicen ninjutsu. El juego se centra principalmente en el combate cuerpo a cuerpo con varios tipos de armas. El jugador puede hacer doble salto y correr a lo largo de las paredes para navegar por el mapa. Se puede jugar un partido entre hasta ocho jugadores en equipos o en un "Battle Royale" en solitario.
Las burbujas se pueden explotar para activar habilidades, como lanzarlas a los oponentes como un ataque a distancia o activar un movimiento de carrera aérea. Su poder se puede aumentar al destruir drones que aparecen periódicamente en el mapa, lo que permite al jugador fabricar un arma cuerpo a cuerpo más grande cuando está completamente cargada. El jugador también puede disfrazarse como un accesorio en el campo. Los puntos se obtienen principalmente al noquear a los oponentes, y se puede obtener una bonificación "Ippon" como parte de un KO si el jugador lo hace en combinación con sus habilidades. Cada partido dura cuatro minutos y gana el jugador o equipo que obtenga la mayor cantidad de puntos cuando se acabe el tiempo.

## Desarrollo
El CEO de GungHo, Kazuki Morishita, explicó que Ninjala se inspiró en los recuerdos de su infancia de ninja y chanbara deportiva, habiendo imaginado a Ninjala como una mezcla de ambos. Afirmó que el objetivo principal era desarrollar la creación de un juego de acción multijugador que tanto niños como adultos pudieran disfrutar. Takeshi Arakawa, quien coprodujo Dissidia Final Fantasy mientras estaba en Square Enix, es parte del personal de desarrollo de Ninjala. Para su presentación, GungHo eligió apuntar principalmente a Europa y América del Norte para evaluar sus reacciones antes de darle una promoción más destacada en Japón. Ninjala se creó con el motor de juego Unreal Engine.
Originalmente anunciado para su lanzamiento en 2019, GungHo anunció el 31 de mayo de 2019 que Ninjala se había retrasado hasta principios de 2020. En diciembre de 2019, el presidente de GungHo, Kazuki Morishita, declaró que Ninjala todavía estaba en camino para un lanzamiento de primavera de 2020, y que contendría contenido. eso sería "satisfactorio" para los "jugadores experimentados". Ninjala estaba originalmente programado para ser lanzado el 27 de mayo de 2020, pero se retrasó cuatro semanas después hasta el 24 de junio debido a la pandemia de COVID-19.

## Promoción
Un avance de Ninjala fue lanzado el 13 de junio de 2018, con música de la banda de Kawaii metal Babymetal. Las imágenes del juego también se presentaron brevemente durante la presentación del video E3 2018 de Nintendo el mismo día. Se lanzó un nuevo avance el 6 de diciembre de 2018, que muestra la historia de fondo del universo de Ninjala.
Durante el Nintendo Direct Mini el 26 de marzo, se mostró un nuevo avance, junto con un anuncio de que Ninjala se lanzaría el 27 de mayo de 2020 como un título gratuito. Un "episodio 0" animado CGI de Marza, que presenta a los personajes y la historia del juego, fue lanzado el 31 de marzo de 2020.[cita requerida] El 28 y 29 de abril se llevaron a cabo una serie de sesiones beta multijugador por tiempo limitado, que se vieron afectadas por varios problemas del servidor.
El 24 de agosto de 2020, se anunció una colaboración con la franquicia de videojuegos Sonic the Hedgehog para la temporada 2.[cita requerida]

## Recepción

### Prelanzamiento
El estilo visual general de Ninjala se ha comparado ampliamente con la franquicia Splatoon de Nintendo. Jordan Devore de Destructoid sintió que Ninjala era difícil de juzgar en base a su demostración multijugador temprana en E3, notando la falta de armas jugables más allá de los bates de béisbol (aunque notando que los yoyos habían aparecido como una opción deshabilitada en los menús), una necesidad de mejorar el "fluir y la sensación" de su juego, y la falta de una "buena" funcionalidad de fijación de objetivos. Sin embargo, sintió que "seguro que hay algo en este concepto ninja amante de las encías", y que "vale la pena seguir a Ninjala". Argumentó que, junto con Splatoon, había "mucho espacio para juegos multijugador más coloridos, amapolantes y aptos para niños". IGN señaló de manera similar que su concepto se sentía como "Splatoon se encuentra con Arms", y que "si GungHo logra entregar armamento creativo y pulir el combate, Ninjala podría tener lo que se necesita para vencer a Nintendo en su propio juego".
Después de la beta abierta de 2020, Connor Sheridan de GamesRadar+ señaló que los fundamentos del juego tenían una curva de aprendizaje inicial (especialmente en comparación con Splatoon), pero que "descubrir cómo encadenar los ataques para obtener el máximo de puntos y la mínima posibilidad de represalia" tenía una estrategia profundidad similar a la de los juegos de lucha, y que estaba "gratamente sorprendido" por la cantidad de opciones de personalización de personajes. Siliconera describió el juego como "tratar de atraer a los fanáticos de su primo mayor [Splatoon] sin reemplazarlo", y señaló que el mecánico de drones agregó una progresión "similar a MOBA" que podría potencialmente influir en la estrategia entre equipos coordinados, pero que el tutorial El video proporcionado por la versión beta "no fue particularmente efectivo para explicar los usos y ventajas de cada tipo de ataque" en comparación con un tutorial en el juego, y los problemas de capacidad del servidor de la versión beta mostraron que "todavía había un trabajo significativo por hacer para construir un entorno estable para su lanzamiento el próximo mes ".

### Postlanzamiento
Nintendo Life le dio al juego 7 de 10. Elogiaron el estilo artístico, la jugabilidad en general, las armas, las opciones de personalización y los controles giroscópicos, pero criticaron el modo historia, el modo tutorial, algunos aspectos notables del juego (como el sistema de parada) y artículos de un solo uso.